# Vox Luminis
Vox Luminis bezeichnet ein seit 2004 bestehendes belgisches Vokalensemble, das sich vorrangig der Vokalmusik Italiens und Deutschlands des 17. und 18. Jahrhunderts widmet.

## Geschichte
Das Ensemble Vox Luminis entstand auf Initiative des französischen Flötisten und Trompeters Lionel Meunier zu der Zeit, als er eine Gesangsausbildung am Konservatorium von Den Haag machte. Der erste Auftritt war ein Konzert an der Musikhochschule IMEP (Institut Supérieur de Musique et de Pédagogie) in Namur. Es besteht seither in variablen Besetzungen (Continuo-Gruppe und weiteren Instrumentalisten), der Kern besteht aus 8 bis 13 Vokalisten und 2 Continuo-Musikern.
Seine Konzerttätigkeit hat das Ensemble in die Niederlande, nach Belgien, Frankreich, Kroatien und Deutschland geführt. Hinzu kommen bisher sechs CD-Einspielungen beim belgischen Plattenlabel Ricercar, die jeweils mit verschiedenen Auszeichnungen bedacht worden sind (Preis der Deutschen Schallplattenkritik, Editors Choice des Grammophone Magazins, Muse d’or des Baroque magazines, Vier Sterne von Le Monde de la musique). In Plattenkritiken wird insbesondere der klare Klang, die Qualität der Solisten und der ausgewogene Ensembleklang hervorgehoben.

## Diskografie (Auswahl)
- 2007: Domenico Scarlatti, Stabat mater, Geistliche Werke
- 2010: Samuel Scheidt, Sacrae Cantiones
- 2010: Reformation und Gegenreformation Werke von Johann Walter, Friedrich Wilhelm Zachow u. a.
- 2011: Heinrich Schütz, Musicalische Exequien
- 2012: Reinhard Keiser, Brockes-Passion mit dem Barockorchester Les Muffatti
- 2015: Johann, Johann Christoph, Johann Michael Bach, Motetten
- 2015: Roland de Lassus, Biographie musicale Vol.5 Musique en Wallonie
- 2016: Johann Joseph Fux und Johann Caspar von Kerll, Requiem (Ricercar, RIC 368)
- 2016: Johann Sebastian Bach, Kantaten BWV 106, BWV 150, BWV 131, BWV 12 (Alpha 258)
- 2018: Henry Purcell, King Arthur (Alpha 430)
- 2019: Bach - Kantaten (Ricercar RIC 401)
- 2020: Andreas Hammerschmidt, Ach Jesus stirbt (Ricercar, RIC 418)
- 2021: Heinrich Ignaz Franz Biber, Requiem, mit dem Freiburger Barockkonsort (Alpha 665)
- 2022: Ein Deutsches Barockrequiem, Werke verschiedener Komponisten (Ricercar, RIC 445)